# کریستف ژوزف ماری دابیره
کریستف ژوزف ماری دابیره (انگلیسی: Christophe Joseph Marie Dabiré؛ زادهٔ ۲۷ اوت ۱۹۴۸) سیاست‌مدار اهل بورکینافاسو است. وی از ۲۴ ژانویه ۲۰۱۹ نخست‌وزیر این کشور است.